# Lagaropsylla tauffliebi
Lagaropsylla tauffliebi är en loppart som beskrevs av Smit 1962. Lagaropsylla tauffliebi ingår i släktet Lagaropsylla och familjen fladdermusloppor. Inga underarter finns listade i Catalogue of Life.